# 吻鱗肩孔南極魚
吻鱗肩孔南極魚為輻鰭魚綱鱸形目南極魚亞目南極魚科的其中一種，分布於南冰洋海域，棲息深度200-800公尺，體長可達31公分，生活在大陸棚，為底棲性魚類，屬肉食性，以橈腳類、多毛類、端足類等為食。

## 擴展閱讀
維基物種上的相關：吻鱗肩孔南極魚